# 谷島屋書店
株式会社谷島屋（やじまや）は、静岡県浜松市中央区に本社を置く書店チェーン。創業は1872年（明治5年）。

## 歴史
創設者は初代斉藤源三郎である。源三郎は1845年（弘化元年）に谷島屋太兵衛の養嗣子になると、1868年（明治元年）に浜松の紺屋町に書店の「博文舎」を開店させた。当時の浜松では博文舎が唯一の書籍専門店であり、浜松城主の井上正直が書いた「博文舎」という扁額がある。1872年（明治5年）に明治政府によって学制が発布されると、博文舎が刊行した『遠江風土歌』が浜松県の教科書に採用されている。同年、斎藤源三郎は浜松宿の大手門前に、屋号の谷島屋を店名とした「谷島屋書店」を創業し、書籍販売の専業となった。
1874年（明治7年）には文部省から教科書の地方翻刻権を許可され、博文舎の名前で発行された教科書が静岡県内の小学校で広く使用された。1886年（明治19年）に教科書検定制度が定められると、検定教科書の供給が谷島屋の営業の柱となった。1916年（大正5年）に三代目の斉藤義雄の時代になると、俳人・図案家の相生垣瓜人によって現在でも用いられているブックカバー（包装紙）がデザインされた。1924年（大正13年）には静岡市に進出した。1938年（昭和13年）には小説家の島崎藤村が谷島屋書店の大看板の題字を書き、現在の連尺店にはこの大看板の複製が飾られている。1941年（昭和16年）には富士市に進出し、戦後の1948年（昭和23年）には磐田市に進出した。
2008年（平成20年）には浜松駅の駅ビルであるメイワンに、静岡県で初めて書店にカフェを併設した浜松本店を開店させた。メイワンの浜松本店の売場面積は約600坪であり、約42万冊の本が陳列されている。これにともなって、それまでの本店は連尺店に改称している。同年6月には磐田市のららぽーと磐田に、やはりカフェを併設したららぽーと磐田店を開店させた。
2022年（令和4年）に民事再生手続開始の申立てをした有限会社焼津谷島屋の書店事業を承継し、完全子会社の株式会社焼津谷島屋を設立した。有限会社焼津谷島屋は谷島屋に商号を使用する許諾を得ていた会社で、資本関係及び人的関係は無かった。

## 特色
静岡県浜松市、磐田市、静岡市、富士市、富士宮市、沼津市、焼津市、島田市、榛原郡吉田町、伊豆の国市を営業エリアとし、2022年（令和4年）6月時点で22店舗を構えている。2016年からTポイントに加盟しており、2020年10月まではHonya Club With加盟店として谷島屋オリジナルTカードを発行していた。
現在は、文具、知育玩具、雑貨の販売も行っている。その他、谷島屋英語教室も運営している。

## 店舗
- 浜松エリア（9店）[5]
  - 浜松本店（2009年3月6日、6Fメイワン店より移転） - 浜松市中央区 メイワン
  - 連尺店 （1872年）- 浜松市中央区
  - イオンモール浜松志都呂店（2004年8月6日） - 浜松市中央区 イオンモール浜松志都呂
  - サンストリート浜北店（2007年夏） - 浜松市浜名区 サンストリート浜北
  - 三方原店（1994年11月） - 浜松市中央区
  - 本沢合店（1990年11月） - 浜松市浜名区
  - 聖隷浜松病院売店 - 浜松市中央区 聖隷浜松病院
  - 聖隷三方原病院売店 - 浜松市中央区 聖隷三方原病院
  - 浜松医大福利棟売店 - 浜松市中央区 浜松医科大学
- 磐田エリア（3店）[5]
  - ららぽーと磐田店（2009年6月25日） - 磐田市 ららぽーと磐田
  - アピタ磐田店（2015年11月21日） - 磐田市 アピタ磐田店
  - 磐田店 - 静岡県磐田市
- 静岡エリア（3店）[5]
  - パルシェ店（2017年9月1日） - 静岡市葵区 パルシェ
  - マークイズ静岡店（2013年4月12日） - 静岡市葵区 MARK IS 静岡
  - 流通通り店 - 静岡市葵区
- 富士エリア（1店）[5]
  - 富士店（2020年2月28日） - 富士市
- 富士宮エリア（1店）[5]
  - 富士宮店 - 富士宮市
- 沼津エリア（1店）[5]
  - ららぽーと沼津店（2020年5月15日） - 沼津市
- 焼津谷島屋（4店）[4]
  - 登呂田店 - 焼津市
  - アピタ島田店 - 島田市
  - アピタ大仁店 - 伊豆の国市
  - 吉田店 - 榛原郡吉田町

### かつて存在した店舗
- リブレモール店（1998年～1999年頃閉店） - モール街とよばれる商店街にあり、松菱百貨店から道を挟んで西側に存在した。再開発による区画整理により閉店。跡地はザザシティ浜松中央館が建つ敷地の一部になっている。
- 松菱店（2001年閉店） - 松菱百貨店の倒産に伴い閉店。
- 有玉毎日ボウル店（2007年閉店） - サンストリート浜北店への移転という形で閉店。跡地は文具店などを経て企業の事務所が入居中。
- さなる店（2015年10月31日閉店） - 跡地は改装されとんかつ店が入居
- エキマチ店（2021年7月26日閉店） - 跡地には隣接する杏林堂薬局が売場拡大。
- 遠鉄百貨店書籍売場、名店ビル店、コスタ店（現エキマチ店）、メイワン店（現浜松本店）、駅南店、中沢店、浜北駅前店、浜団地店、豊田店、磐田西町店、磐田西貝塚店、サンテラス磐田店（現アピタ磐田店）、浜松医大売店、泉町支店、入野支店、呉服町本店、有東坂店、新富士店、曲金店、高松店、富士松岡店、新静岡センター店、富士パピー店